# Typisch Andy!
Typisch Andy! ist eine kanadische Zeichentrickserie. Die Serie wurde ab 2001 ausgestrahlt und basiert auf den Büchern des Autors Andy Griffiths. Typisch Andy! wurde in Deutschland durch Fox Kids erstmals gezeigt und lief später bei Super RTL, Disney XD (ehem. Jetix) und in Österreich auf ORF 1.

## Handlung
Der Hauptcharakter ist Andy Larkin, der mit seinen Eltern und seiner älteren Schwester Jennifer („Jen“) in der fiktiven kanadischen Kleinstadt East Gackle in der Provinz Alberta lebt. Andys Leidenschaft ist es, seinen Mitmenschen Streiche zu spielen. Die Anderen, besonders Andys Schwester, sind seine Streiche leid. Er geht mit ihr auf dieselbe Schule in East Gackle, wo er den Nachbarsjungen Danny kennengelernt hat. Er ist sein „Assistent“, wenn es um Streiche geht. Andy versucht, durch seine Ideen Loris Herz zu erobern. Doch hat er im Kampf um ihr Herz einen Konkurrenten: Jervis.

## Charaktere
- Andrew „Andy“ Larkin – Der Hauptcharakter der Serie. Er lässt sich keine Gelegenheit für einen Streich oder eine Wette entgehen. Andy ist heimlich in Lori verliebt und will sie immer beeindrucken. Sein Zitat heißt „Zahlen bitte!“.
- Lori Mackney – Sie geht in dieselbe Klasse wie Andy, der für sie schwärmt, und schreibt für die Schülerzeitung.
- Jennifer „Jen“ Larkin – Sie ist die Schwester von Andy und engagiert sich sehr für die Schule. Außerdem ist sie Mitglied der Cheerleader und Schulsprecherin. Sie mag Andy nicht besonders, denn sie ist besonders oft Opfer seiner Streiche. Sie ist in Craig, einen Jungen aus der Football-Schulmannschaft, verliebt.
- Frieda und Alfred „Al“ Larkin – Sie sind die Eltern von Andy und Jen. Auch Alfred spielte früher gerne Streiche. Er liest oft Zeitungen und interessiert sich für Football. Seine Frau hält nichts von dem Unfug, den ihr Sohn veranstaltet und weshalb sie ihn mit Hausarrest bestraft.
- Norman Larkin – Andys Großvater. Scheinbar hat er seine Streichlust von ihm geerbt, denn er hat genauso viel Freude an diversen Streichen. Er lebt in Florida und ist deshalb nicht in jeder Folge vertreten.
- Daniel „Danny“ Pickett – Andys bester Freund und Nachbar. Mit ihm verbringt er die meiste Zeit und plant Streiche.
- Spank Larkin – Ein Hund von Andy und Jen. Er ist langweilig, furzt und gähnt oft.
- Peter Lik (engl. verprügeln) und Andrew Leech (engl. Blutegel) – Sie sind Rowdys an der Schule. Auffallend ist, dass Leech sehr oft das Wort „Irgendwie“ benutzt. Andy spielt ihnen gerne Streiche, die aber oft fehlschlagen. Beide sind nicht die hellsten Leuchten.
- Mrs. Wibbles – Sekretärin von der Schule. Sie versteht sich gut mit Direktor DeRosa.
- Martin Bonwick – Ein strebsamer Mitschüler von Andy und wie Jen oft Opfer der Streiche.
- Mr. Hutchins – Lehrer der Schule von East Gackle und ebenfalls wie Jen und Martin Opfer von Andys Streichen.
- Direktor DeRosa – DeRosa ist der Schulleiter, der nichts von Andys Streichen hält und ihn dank denen oft zu langem Nachsitzen verdonnert.
- Die Steves – Sie sind die beiden Stadtpolizisten und Vater und Sohn. Sie werden oft von Andy auf den Arm genommen.
- Henry K. Roth – Der Bürgermeister von East Gackle. Er versucht immer alles, damit seine Bürger zufrieden sind. So veranstaltet er auch Feste.
- Mush – Mush ist ein Freund von Andy und Danny, der das Pizzataxi fährt und Andy und Danny oft bei seinen Streichen hilft. Sein voller Name ist Victor Mushkowitz. Er hat immer die richtigen Sachen parat liegen, die Andy für den nächsten Streich braucht.
- Jervis Coltrane – Er ist, wie Andy, in Lori verliebt und daher der große Konkurrent von Andy. Da er immer mit unfairen Tricks arbeitet, hat Andy nur geringe Chancen.
- Craig Bennett – Ein Jugendlicher aus der Footballschulmannschaft. Er wird von Jen umschwärmt und ist meist von Andys Streichen und Scherzen genervt.
- Terry – Sie ist die beste Freundin von Jen und wie sie Mitglied der Cheerleader.

## Konzeption
Die Sendung ist meist in ein bis zwei Geschichten unterteilt. Oft fängt eine Episode damit an, dass Andy in Schwierigkeiten gerät und er dann erzählt, wie es so weit gekommen ist. Die Pläne seines Streichs werden oftmals durch Rohzeichnungen dargestellt, die es so aussehen lassen, als ob Andy Larkin sie selbst gezeichnet hätte. Wenn etwas Unerwartetes passiert, stoppt Andy die Zeit und erklärt den Zuschauern was geschah. Der Hintergrund wird in diesen Szenen grau.
Oft enden Andys Streiche damit, dass er auf irgendeine Weise seine Hose verliert (Running Gag) oder weglaufen muss. In den meisten Fällen sagt er nach erfolgreicher Beendigung eines Streichs: „Zahlen, bitte!“

## Produktion und Veröffentlichung
Die Serie entstand bei CinéGroupe, die Produzenten waren Danièle Joubert und Michel Lemire, in der zweiten Staffel auch Bruno Bianchi. Ausführende Produzenten waren zunächst Jacques Pettigrew, Andrew Makarewicz, Joe Purdy und Michel Lemire. In der zweiten Staffel wurden sie abgelöst durch Marie-Claude Beauchamp, Jacqueline Tordjman, Olivier Dumont. Michel Lemire blieb im Team. Für die dritte Staffel war Oliver Schablitzki verantwortlich. Die künstlerische Leitung lag zunächst bei Valery Mihalkov und wechselte für die zweite Staffel zu Louyse Lambert.
Die Serie mit zunächst 26 Folgen wurde ab dem 22. September 2001 bei Teletoon erstmals gezeigt. Es folgten zwei weitere Staffeln, sodass die Serie bis zur Erstausstrahlung der letzten Folge am 4. März 2007 schließlich 78 Folgen umfasste. Sie wurde auch in den USA, von ABC Family und Fox Family Channel, und Singapur gezeigt. Die deutsche Erstausstrahlung begann am 1. Mai 2002 bei Fox Kids und lief bis 30. Mai 2002. Ab Juni 2002 folgte die Ausstrahlung bei Super RTL, die wie bei Fox Kids in den nächsten Jahren mehrfach wiederholt wurde. Später zeigten auch Disney XD (ehem. Jetix) und in Österreich ORF eins (ehem. ORF 1) die Serie.

## Synchronisation
| Figur                 | Englischer Synchronsprecher                          | Deutscher Synchronsprecher                             |
| --------------------- | ---------------------------------------------------- | ------------------------------------------------------ |
| Andy Larkin           | Ian James Corlett                                    | Marcel Collé                                           |
| Lori Mackney          | Colleen O’Shaughnessey Jaclyn Linetsky Eleanor Noble | Sonja Spuhl                                            |
| Danny Pickett         | Bumper Robinson Daniel Brochu                        | Hannes Maurer                                          |
| Jennifer 'Jen' Larkin | Jenna von Oÿ Jessica Kardos                          | Marie Bierstedt Dascha Lehmann                         |
| Mr. Larkin            | Dee Bradley Baker Arthur Holden                      | Klaus-Dieter Klebsch                                   |
| Mrs. Larkin           | Cathy Cavadini Susan Glover                          | Heike Schroetter                                       |
| Mush                  | Mushond Lee Mathew Mackay                            | Björn Schalla                                          |
| Jervis Coltrane       | Bruce Dinsmore                                       | Gerrit Schmidt-Foß                                     |
| Peter Lik             | Danny Cooksey Mark Hauser                            | Dennis Schmidt-Foß                                     |
| Andrew Leech          | Scott Parken Craig Francis                           | Julien Haggège                                         |
| Martin Bonwick        | Dee Bradley Baker Michael Yarmush                    | Wanja Gerick                                           |
| Craig Bennet          | Carlos Alazraqui Matt Holland                        | David Nathan                                           |
| Terry                 | Catherine Cavadini Holly Gauthier-Frankel            | Ilona Brokowski                                        |
| Direktor DeRosa       | Maurice LaMarche Terrence Scammell                   | Gerhard Paul (Staffel 1) Roland Hemmo (Staffel 2–3)    |
| Mr. Hutchins          | Ian James Corlett Bruce Dinsmore                     | Hans Hohlbein                                          |
| Bürgermeister Roth    | Tom Kenny Rick Jones                                 | Andreas Müller                                         |
| Steve Rowgee Sr.      | André Sogliuzzo Terrence Scammell                    | Roland Hemmo (Staffel 1) Frank Ciazynski (Staffel 2–3) |
| Steve Rowgee Jr.      | Tom Kenny Craig Francis                              | Christoph Banken                                       |